# Embsay with Eastby
Embsay with Eastby est une paroisse civile du Yorkshire du Nord, en Angleterre.